# プレミアリーグ年間最優秀選手
プレミアリーグ年間最優秀選手 (Premier League Player of the Season)は、プレミアリーグにおける表彰。一年のうち最も活躍したサッカー選手に贈呈される。

## 概要
リーグ創設初年度の1993年に当時のリーグタイトルスポンサーであるカーリング・ブルワリーによって設立。スポンサーシップの関係で2年目（1993-94シーズン）からは下記の冠スポンサーによる表彰となっている。
- 1994年-2001年：the Carling Player of the Year（カーリング・ブルワリー（英語版））
- 2001年-2004年：the Barclaycard Player of the Year（バークレイカード（英語版））
- 2004年-2016年：the Barclays Player of the Season（バークレイズ）
- 2016年-現在：the EA Sports Player of the Season（EAスポーツ）

## 歴代受賞選手
| double-dagger | 選手が同じシーズンにヨーロッパ・ゴールデンシューとFIFA最優秀選手賞も獲得したことを示す |
| dagger        | 選手が同じシーズンにヨーロッパ・ゴールデンシューも獲得したことを示す                   |
| §             | クラブが同じシーズンにプレミアリーグチャンピオンだったことを示す                       |

| シーズン | 監督                           | ポジション | 出身国・地域         | チーム                       |
| -------- | ------------------------------ | ---------- | -------------------- | ---------------------------- |
| 1994–95  | アラン・シアラー               | FW         | イングランド         | ブラックバーン・ローヴァーズ |
| 1995–96  | ピーター・シュマイケル         | GK         | デンマーク           | マンチェスター・ユナイテッド |
| 1996–97  | ジュニーニョ・パウリスタ       | MF         | ブラジル             | ミドルズブラ                 |
| 1997–98  | マイケル・オーウェン           | FW         | イングランド         | リヴァプール                 |
| 1998–99  | ドワイト・ヨーク               | FW         | トリニダード・トバゴ | マンチェスター・ユナイテッド |
| 1999–00  | ケヴィン・フィリップス         | FW         | イングランド         | サンダーランド               |
| 2000–01  | パトリック・ヴィエラ           | MF         | フランス             | アーセナル                   |
| 2001–02  | フレドリック・ユングベリ       | MF         | スウェーデン         | アーセナル                   |
| 2002–03  | ファン・ニステルローイ         | FW         | オランダ             | マンチェスター・ユナイテッド |
| 2003–04  | ティエリ・アンリ               | FW         | フランス             | アーセナル                   |
| 2004–05  | フランク・ランパード           | MF         | イングランド         | チェルシー                   |
| 2005–06  | ティエリ・アンリ (2)           | FW         | フランス             | アーセナル                   |
| 2006–07  | クリスティアーノ・ロナウド     | FW         | ポルトガル           | マンチェスター・ユナイテッド |
| 2007–08  | クリスティアーノ・ロナウド (2) | FW         | ポルトガル           | マンチェスター・ユナイテッド |
| 2008–09  | ネマニャ・ヴィディッチ         | DF         | セルビア             | マンチェスター・ユナイテッド |
| 2009–10  | ウェイン・ルーニー             | FW         | イングランド         | マンチェスター・ユナイテッド |
| 2010–11  | ネマニャ・ヴィディッチ (2)     | DF         | セルビア             | マンチェスター・ユナイテッド |
| 2011–12  | ヴァンサン・コンパニ           | DF         | ベルギー             | マンチェスター・シティ       |
| 2012–13  | ガレス・ベイル                 | MF         | ウェールズ           | トッテナム・ホットスパー     |
| 2013–14  | ルイス・スアレス               | FW         | ウルグアイ           | リヴァプール                 |
| 2014–15  | エデン・アザール               | MF         | ベルギー             | チェルシー                   |
| 2015–16  | ジェイミー・ヴァーディ         | FW         | イングランド         | レスター・シティ             |
| 2016–17  | エンゴロ・カンテ               | MF         | フランス             | チェルシー                   |
| 2017–18  | モハメド・サラー               | FW         | エジプト             | リヴァプール                 |
| 2018–19  | フィルジル・ファン・ダイク     | DF         | オランダ             | リヴァプール                 |
| 2019–20  | ケヴィン・デ・ブライネ         | MF         | ベルギー             | マンチェスター・シティ       |
| 2020–21  | ルベン・ディアス               | DF         | ポルトガル           | マンチェスター・シティ       |
| 2021–22  | ケヴィン・デ・ブライネ (2)     | MF         | ベルギー             | マンチェスター・シティ       |
| 2022–23  | アーリング・ハーランド         | FW         | ノルウェー           | マンチェスター・シティ       |
| 2023–24  | フィル・フォーデン             | MF         | イングランド         | マンチェスター・シティ       |
| 2024–25  | モハメド・サラー (2)           | FW         | エジプト             | リヴァプール                 |

## ポジション別
2025年5月25日現在
| ポジション | 回数 |
| ---------- | ---- |
| FW         | 15   |
| MF         | 10   |
| DF         | 5    |
| GK         | 1    |

## 国・地域別受賞回数
2025年5月25日現在
| 国名                 | 回数 |
| -------------------- | ---- |
| イングランド         | 6    |
| フランス             | 4    |
| ベルギー             | 4    |
| ポルトガル           | 3    |
| オランダ             | 2    |
| セルビア             | 2    |
| エジプト             | 2    |
| ブラジル             | 1    |
| デンマーク           | 1    |
| トリニダード・トバゴ | 1    |
| スウェーデン         | 1    |
| ウェールズ           | 1    |
| ウルグアイ           | 1    |
| ノルウェー           | 1    |

## クラブ別受賞回数
2025年5月25日現在
| クラブ                       | 回数 |
| ---------------------------- | ---- |
| マンチェスター・ユナイテッド | 8    |
| マンチェスター・シティ       | 6    |
| リヴァプール                 | 5    |
| アーセナル                   | 4    |
| チェルシー                   | 3    |
| レスター・シティ             | 1    |
| ブラックバーン・ローヴァーズ | 1    |
| ミドルズブラ                 | 1    |
| サンダーランド               | 1    |
| トッテナム・ホットスパー     | 1    |